# Restless and Wild
Restless and Wild a német Accept zenekar albuma. Németországban 1982 októberében, az Egyesült Államokban és az Egyesült Királyságban pedig 1983 márciusában adták ki.

## Számok listája
- Fast as a Shark
- Restless and Wild
- Ahead of the Pack
- Shake Your Heads
- Neon Nights
- Get Ready
- Demon's Night
- Flash Rockin' Man
- Don't Go Stealin' My Soul Away
- Princess of the Dawn

## Közreműködők
- Udo Dirkschneider – ének
- Jan Koemmet – gitár
- Wolf Hoffmann – gitár
- Peter Baltes – basszusgitár
- Stefan Kaufmann – dob